# Sotiraq Bratko
Sotiraq Bratko (ur. 8 grudnia 1951 w Korczy) – albański aktor.

## Życiorys
Pochodzi z rodziny robotniczej. Po ukończeniu szkoły średniej w Korczy pracował jako robotnik w zakładach mechanizacji rolnictwa. W 1974 ukończył studia na wydziale aktorskim Instytutu Sztuk w Tiranie. Po studiach rozpoczął pracę aktora zawodowego w teatrze Andona Zako Cajupiego w Korczy.
Na dużym ekranie zadebiutował w 1973 rolą Skëndera w filmie fabularnym Brazdat. Zagrał w 18 filmach fabularnych, w ośmiu z nich były to role główne. Za rolę Kujtima w filmie Gëzhoja e vjetër otrzymał nagrodę na IV Festiwalu Filmu Albańskiego w 1980.
W 1992 wyjechał do Grecji i mieszkał w Salonikach. W 2014 powrócił do kraju i wystąpił na scenie Teatru Narodowego w dramacie Kapitulli i dyte (reż. Qëndrim Rijani).
Jest żonaty (żona Margarita z d. Dino), ma dwoje dzieci (Ilia i Katerina).

## Role filmowe
- 1973: Brazdat jako Skënder
- 1976: Përballimi jako robotnik w fabryce
- 1976: Zonja nga qyteti jako Sotir
- 1977: Flamur në dallgë jako mechanik Vaso
- 1977: Zemra qe nuk plaken jako Petrit
- 1978: Nusja dhe shtetrrethimi jako Petrit
- 1978: Pranverë në Gjirokastër jako operator telewizyjny
- 1979: Liri a vdekje jako Latif aga
- 1980: Gëzhoja e vjetër jako Kujtim
- 1980: Shoqja nga fshati jako Tirka
- 1981: Në prag të lirisë jako Fihti
- 1982: Shokët jako Jani
- 1983: Fraktura jako ojciec Gaziego
- 1984: I paharruari jako Sotir
- 1985: Të shoh në sy jako Nesti
- 1986: Rrethimi i vogël jako Maks
- 1986: Dasmë e çuditëshme jako Servet
- 1987: Botë e padukshme
- 1989: Njerëz në rrymë jako Maks Tili
- 2019: Otwarte drzwi jako ojciec
- 2021: I treturi jako Beqir